# كليف باير
كليف باير (بالإنجليزية: Clifford Bayer)‏ هو سياسي أمريكي، ولد في 16 أغسطس 1964. حزبياً، نشط في الحزب الجمهوري. وقد انتخب عضو مجلس نواب ايداهو.